# Amerykan
Amerykan (niem. Schreibersdorfer Mühle) – uroczysko-dawna miejscowość w Polsce, położona w województwie opolskim, w powiecie krapkowickim, w gminie Strzeleczki. Historycznie leży na Górnym Śląsku, na ziemi prudnickiej.
W latach 1975–1998 miejscowość administracyjnie należała do ówczesnego województwa opolskiego. Do 1957 w powiecie prudnickim.
W miejscowości znajdują się zabudowania kompleksu młyńskiego „Amerykan” z XIX wieku.

## Zabytki
Zgodnie z gminną ewidencją zabytków w Amerykanie chronione są:
- kompleks młyński Amerykan
  - młyn, działka nr 564
  - dom mieszkalny z piekarnią
  - spichlerz